# فیرمین ماتیس
فیرمین ماتیس (به انگلیسی: Firmin Mattis؛ زادهٔ ۱۶ سپتامبر ۱۹۲۹ – درگذشتهٔ ۲۰ مارس ۲۰۲۴) اسکی‌‌باز اهل فرانسه بود. وی سابقهٔ شرکت در بازی‌های المپیک زمستانی ۱۹۵۲، در اسلالوم مردان را در کارنامهٔ خود داشت.
ماتیس در ۲۰ مارس ۲۰۲۴، در سن ۹۴ سالگی درگذشت.